# Le Chalange
Le Chalange ist eine Gemeinde im französischen Département Orne in der Normandie. Sie gehört zum Arrondissement Alençon und zum Kanton Écouves. Hier entspringt das Flüsschen Tanche, durchquert das Gemeindegebiet und entwässert zur Sarthe. Nachbargemeinden sind Gâprée im Nordwesten, Saint-Germain-le-Vieux im Norden, Courtomer im Nordosten, Sainte-Scolasse-sur-Sarthe im Osten, Montchevrel im Südosten, Le Ménil-Guyon und Aunou-sur-Orne im Südwesten und Trémont im Westen.

## Bevölkerungsentwicklung
| Jahr      | 1962 | 1968 | 1975 | 1982 | 1990 | 1999 | 2008 | 2015 | 2021 |
| --------- | ---- | ---- | ---- | ---- | ---- | ---- | ---- | ---- | ---- |
| Einwohner | 105  | 91   | 79   | 74   | 45   | 62   | 87   | 102  | 84   |

## Sehenswürdigkeiten

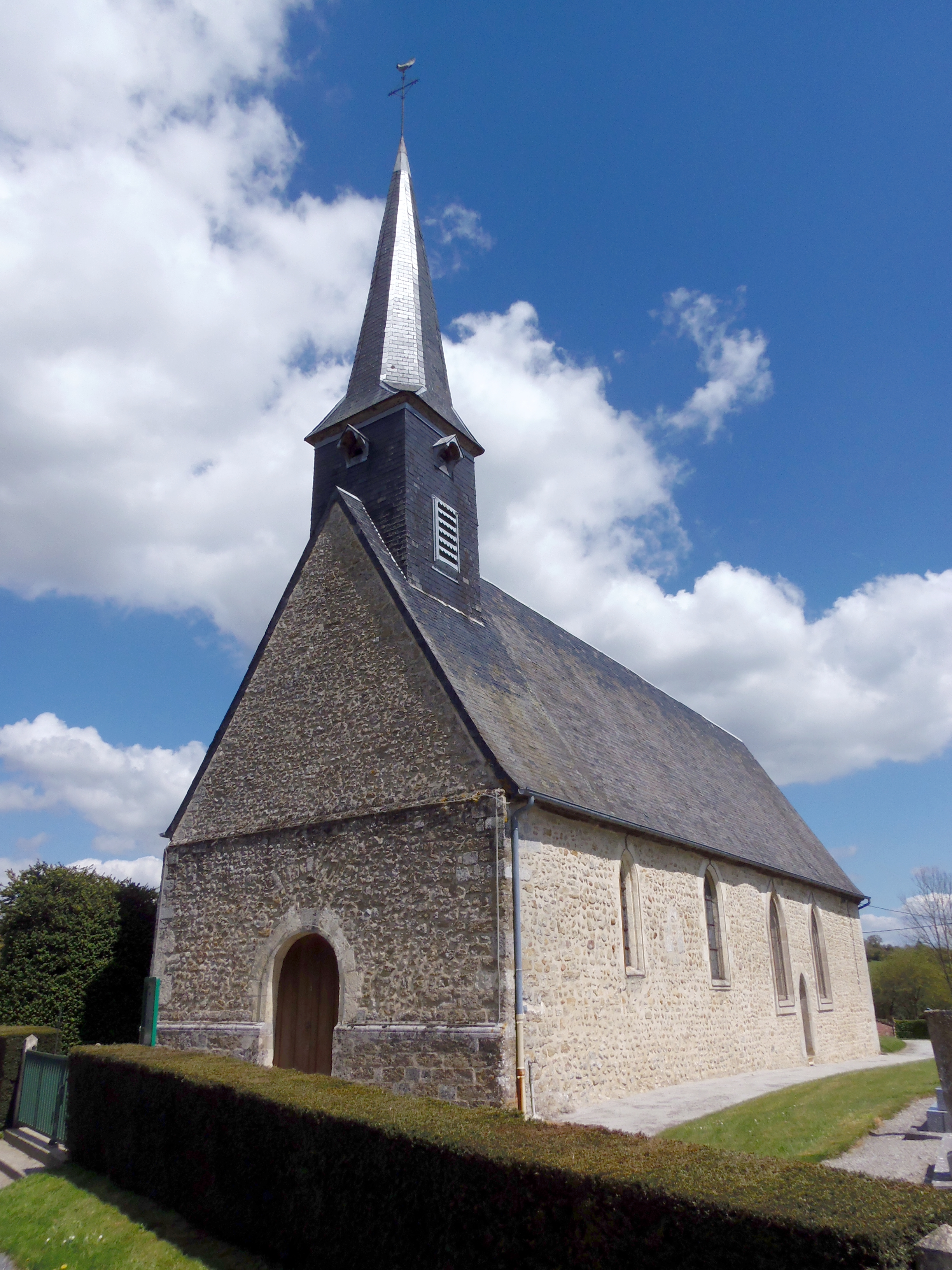
Kirche Saint-Jean-Baptiste

- Kirche Saint-Jean-Baptiste